# The Trashmen

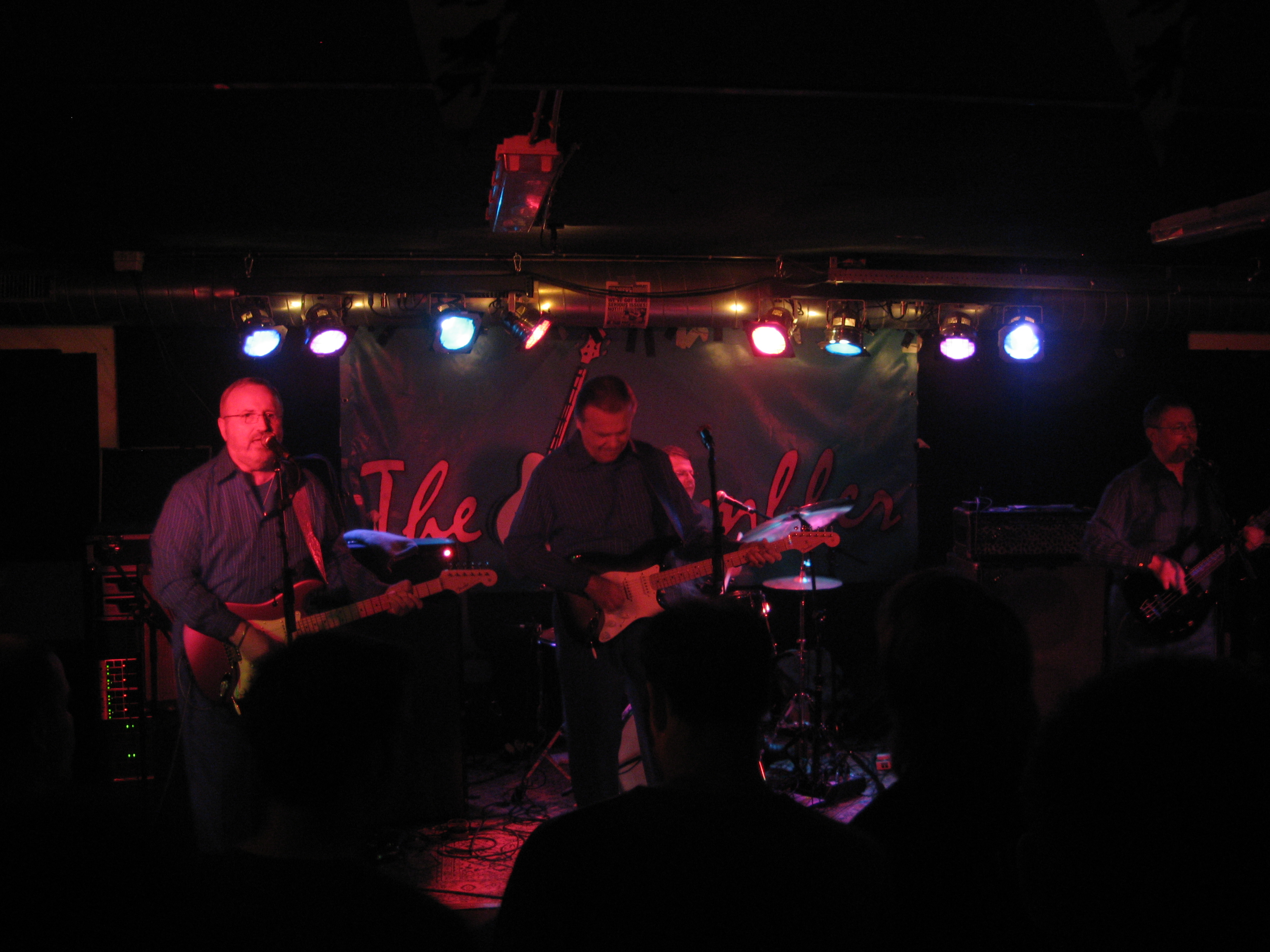

The Trashmen est un groupe américain de surf rock et précurseur du garage rock formé en 1962 à Minneapolis, dans le Minnesota. Avec Tony Andreason et Dal Winslow à la guitare et au chant, Steve Wahrer (décédé en 1989) à la batterie et Bob Reed à la guitare basse.

## Historique
Leur notoriété est principalement due à leur morceau intitulé Surfin' Bird (littéralement « l'oiseau qui surfe »), basé sur les deux chansons Papa-Oom-Mow-Mow et The Bird's the Word du groupe de R&B The Rivingtons. Cette chanson a en effet connu un vif succès, atteignant la quatrième place au Billboard Hot 100 fin 1963. Elle fut utilisée dans plusieurs bandes son à la télévision et au cinéma, notamment dans Full Metal Jacket de Stanley Kubrick. De nombreux artistes ont également repris ce tube, notamment The Ramones, The Cramps, The Beach Boys, Pee-Wee Herman, Washington Dead Cats et Sodom.
Le groupe fait des tournées mondiales dans des petites salles depuis 2008.

## Discographie

### Albums
| Année | Album                                           |
| ----- | ----------------------------------------------- |
| 1963  | Surfin' Bird                                    |
| 1964  | Bird Dance Beat                                 |
| 1989  | Comic Book Collector                            |
| 1990  | Live Bird'65-'67                                |
| 1992  | Tube City!: The Best of the Trashmen            |
| 1994  | The Great Lost Trashmen Album                   |
| 1998  | Bird Call!: The Twin City Stomp of the Trashmen |